# Sóstázló
Sóstázló (románul Zemeș) moldvai csángó magyarok lakta település s községközpont Romániában, Moldvában, Bákó megyében.[forrás?]

## Fekvése
Mojnesttől északra, a DJ117-es út mellett fekvő település.

## Története
Községközpont, két településből áll: Bolătău és Sóstázló (Zemeș).
A 2002-es népszámlálás adatai szerint 4368 lakosa volt, melyből 95,32% románnak, a többi egyéb nemzetiségűnek vallotta magát. Ebből 89, 03% görögkeleti ortodox, 5,92% római katolikus, a többi egyéb vallású volt.